# Stuart Reid
Pour les articles homonymes, voir Reid.
Pas d'image ? Cliquez ici

a Compétitions nationales et continentales officielles uniquement.

b Matchs officiels uniquement.
Dernière mise à jour le 4 juillet 2013.
Stuart James Reid, né le 31 janvier 1970 à Kendal, est un joueur écossais de rugby à XV évoluant au poste de troisième ligne aile.

## Biographie
Stuart Reid connaît sa première sélection le 18 novembre 1995 contre l'équipe des Samoa.

## Statistiques en équipe nationale
- 8 sélections entre 1995 et 2000
- Sélections par année : 1 en 1995, 3 en 1999, 4 en 2000
- Tournois des Cinq/Six Nations disputés : 1999, 2000
- En Coupe du monde :
  - 1999 : 1 match (Espagne)